# 辛珍之
辛 珍之（しん ちんし、生没年不詳）は、北魏末から東魏にかけての官僚。本貫は隴西郡狄道県。

## 経歴
はじめは太尉鎧曹行参軍となり、次いで中堅将軍・司徒録事参軍・広州大中正に転じたが、喪に服すため官を辞職した。ほどなく汝北郡太守として再起した。永安年間、司空諮議参軍・通直散騎常侍となった。永熙年間、襄城郡太守として出向した。
534年（天平元年）、大使となり、広洛二州の慰撫につとめた。536年（天平3年）、征東将軍の号を受け、行陽平郡事をつとめた。郡民の路黒奴に反乱を起こされ、郡治を攻め落とされて、その捕虜となった。右衛将軍の郭瓊が路黒奴の乱を鎮圧すると、珍之は解放された。
興和年間、衛将軍・司徒司馬となった。545年（武定3年）、驃騎将軍・北海郡太守に転じた。鄴に召還されて、儀同開府長史・兼光禄少卿となった。ほどなく使持節・広洛北荊揚雍襄六州慰労大使・北荊鎮城・行広州事として出向した。行平州を命じられて、在官のまま死去した。驃騎大将軍・洛州刺史の位を追贈された。諡は恭といった。
子に辛懿があり、武定末年に開府鎧曹参軍となった。

## 伝記資料
- 『魏書』巻77 列伝第65
- 『北史』巻50 列伝第38